# Конвой №7071
Конвой № 7071 — японський конвой часів Другої світової війни, проведення якого відбувалось у листопаді 1943.
Вихідним пунктом конвою був атол Трук у центральній частині Каролінських островів, де до лютого 1944-го була головна база японського ВМФ у Океанії та транспортний хаб, що забезпечував постачання Рабаула (головна передова база в архіпелазі Бісмарка, з якої провадились операції на Соломонових островах та сході Нової Гвінеї) та Східної Мікронезії. Пунктом призначення став інший важливий транспортний хаб Палау на заході Каролінських островів, через який, зокрема, міг відбуватись зв'язок із нафтовидобувними регіонами Індонезії.
До складу конвою увійшли флотський танкер «Ондо» та мисливець за підводними човнами CH-33.
Загін вийшов із бази 7 листопада 1943-го. Того ж дня CH-33 відокремився та попрямував на допомогу іншому конвою, який вийшов з Труку на дві доби раніше та був атакований ворожим підводним човном, унаслідок чого два кораблі зіткнулись та зазнали пошкоджень. Втім, CH-33 наздогнав «Ондо» й далі ескортував його. У підсумку перехід конвою № 7071 пройшов без інцидентів і 13 листопада він успішно прибув на Палау.
Можливо також відзначити, що невдовзі «Ондо» пройде до нафтовидобувного регіону Борнео у складі конвою № 2513.